# Dichagyris rosescens
Dichagyris rosescens är en fjärilsart som beskrevs av Karl Schawerda 1928. Dichagyris rosescens ingår i släktet Dichagyris och familjen nattflyn. Inga underarter finns listade i Catalogue of Life.